# Natação nos Jogos Pan-Americanos de 2015 - 100 m peito feminino
As competições dos 100 metros peito feminino da natação nos Jogos Pan-Americanos de 2015 foram realizadas em 17 de julho no Centro Aquático CIBC Pan e Parapan-Americano, em Toronto.

## Calendário
Horário local (UTC-4).
| Data        | Horário | Fase          |
| ----------- | ------- | ------------- |
| 17 de julho | 11:11   | Eliminatórias |
| 17 de julho | 20:31   | Final B       |
| 17 de julho | 20:36   | Final A       |

## Medalhistas
| Ouro   | USA Katie Meili   |
| Prata  | JAM Alia Atkinson |
| Bronze | CAN Rachel Nicol  |

## Recordes
Antes desta competição, os recordes mundiais e pan-americanos da prova eram os seguintes:
| Tipo                             | Atleta             | Tempo   | Local          | Data                |
| -------------------------------- | ------------------ | ------- | -------------- | ------------------- |
|                                  | LTU Rūta Meilutytė | 1m04s35 | Barcelona      | 29 de julho de 2013 |
| Recorde dos Jogos Pan-Americanos | CAN Annamay Pierse | 1m07s78 | Rio de Janeiro | 17 de julho de 2007 |

## Resultados

### Eliminatórias
A eliminatória foi realizada em 17 de julho. 
| Pos. | Bateria | Raia | Nadador             | Nacionalidade                | Tempo   | Nota |
| ---- | ------- | ---- | ------------------- | ---------------------------- | ------- | ---- |
| 1    | 2       | 4    | Katie Meili         | USA Estados Unidos           | 1:05.64 | QA,  |
| 2    | 3       | 5    | Rachel Nicol        | CAN Canadá                   | 1:07.10 | QA   |
| 3    | 3       | 4    | Alia Atkinson       | JAM Jamaica                  | 1:07.46 | QA   |
| 4    | 1       | 4    | Tera van Beilen     | CAN Canadá                   | 1:08.11 | QA   |
| 5    | 1       | 5    | Jhennifer Conceição | BRA Brasil                   | 1:08.75 | QB   |
| 6    | 2       | 6    | Annie Lazor         | USA Estados Unidos           | 1:08.94 | QA   |
| 7    | 3       | 3    | Beatriz Travalon    | BRA Brasil                   | 1:08.99 | QA   |
| 8    | 2       | 3    | Julia Sebastian     | ARG Argentina                | 1:09.97 | QA   |
| 9    | 2       | 5    | Macarena Ceballos   | ARG Argentina                | 1:10.02 | QB   |
| 10   | 1       | 6    | Mercedes Toledo     | VEN Venezuela                | 1:10.53 | QB   |
| 11   | 3       | 6    | Esther González     | MEX México                   | 1:10.83 | QB   |
| 12   | 1       | 3    | Arantxa Medina      | MEX México                   | 1:11.70 | QB   |
| 13   | 3       | 7    | Laura Morley        | BAH Bahamas                  | 1:14.70 | QB   |
| 14   | 2       | 7    | Paula Tamashiro     | PER Peru                     | 1:15.46 | QB   |
| 15   | 2       | 2    | Evita Leter         | SUR Suriname                 | 1:15.84 | QB   |
| 16   | 3       | 2    | Lisa Blackburn      | BER Bermudas                 | 1:16.14 | QB   |
| 17   | 1       | 2    | Izzy Shne Joachim   | VIN São Vicente e Granadinas | 1:20.25 |      |
| 18   | 1       | 7    | Oreoluwa Cherebin   | GRN Granada                  | 1:21.52 |      |

### Final B
A final B foi realizada em 17 de julho. 
| Pos. | Raia | Nadador           | Nacionalidade | Tempo   | Notas |
| ---- | ---- | ----------------- | ------------- | ------- | ----- |
| 9    | 4    | Macarena Ceballos | ARG Argentina | 1:09.03 |       |
| 10   | 3    | Esther González   | MEX México    | 1:10.54 |       |
| 11   | 5    | Mercedes Toledo   | VEN Venezuela | 1:10.90 |       |
| 12   | 6    | Arantxa Medina    | MEX México    | 1:11.32 |       |
| 13   | 8    | Lisa Blackburn    | BER Bermudas  | 1:14.45 |       |
| 14   | 7    | Paula Tamashiro   | PER Peru      | 1:14.84 |       |
| 15   | 2    | Laura Morley      | BAH Bahamas   | 1:15.20 |       |
| 16   | 1    | Evita Leter       | SUR Suriname  | 1:15.38 |       |

### Final A
A final A foi realizada em 17 de julho. 
| Pos.              | Raia | Nadador             | Nacionalidade      | Tempo   | Notas |
| ----------------- | ---- | ------------------- | ------------------ | ------- | ----- |
| Medalha de ouro   | 4    | Katie Meili         | USA Estados Unidos | 1:06.26 |       |
| Medalha de prata  | 3    | Alia Atkinson       | JAM Jamaica        | 1:06.59 |       |
| Medalha de bronze | 5    | Rachel Nicol        | CAN Canadá         | 1:07.91 |       |
| 4                 | 4    | Tera van Beilen     | CAN Canadá         | 1:08.22 |       |
| 5                 | 6    | Annie Lazor         | USA Estados Unidos | 1:08.72 |       |
| 6                 | 3    | Beatriz Travalon    | BRA Brasil         | 1:09.23 |       |
| 7                 | 3    | Julia Sebastian     | ARG Argentina      | 1:09.83 |       |
| 8                 | 5    | Jhennifer Conceição | BRA Brasil         | DSQ     |       |

Legenda
| Recorde mundial                  | Recorde mundial (World record)               |                       | Recorde africano                      | Recorde africano (African) |                                           | Q | Classificado por posição (Qualified) |
| Recorde dos Jogos Pan-Americanos | Recorde pan-americano (Pan-American record)  | Recorde da América    | Recorde da América (Americas)         | q                          | Classificado por melhor tempo (Qualified) |   |                                      |
| Melhor marca do ano              | Melhor marca do ano (World leading)          | Recorde asiático      | Recorde asiático (Asian)              | DNS                        | Não largou (Did not start)                |   |                                      |
| Recorde nacional                 | Recorde nacional (National record)           | Recorde europeu       | Recorde europeu (European)            | DNF                        | Não terminou (Did not finish)             |   |                                      |
| Recorde pessoal                  | Recorde pessoal do atleta (Personal best)    | Recorde da Oceania    | Recorde da Oceania (Oceania)          | DSQ / DQ                   | Desclassificado (Disqualified)            |   |                                      |
| Recorde da temporada             | Recorde da temporada do atleta (Season best) | Recorde sul-americano | Recorde sul-americano (South America) | NM                         | Sem marca (No mark)                       |   |                                      |